# Switchback (ZDT’s Amusement Park)
Switchback in ZDT’s Amusement Park (Seguin, Texas, USA) ist eine hybride Holzachterbahn des Herstellers Gravitykraft Corporation, die am 17. Oktober 2015 als erste Shuttle-Holzachterbahn der Welt eröffnet wurde.
Die 364,5 m lange Strecke erreicht eine Höhe von 19,5 m und verfügt über eine 17,1 m hohe Abfahrt. Neben einem maximalen Gefälle von 87° wurde eine übergeneigte Kurve von 104° verbaut. Während der Fahrt passieren die Züge zweimal ein Gebäude, welches ursprünglich ein Lebensmittelgeschäft war. Außerdem gibt es insgesamt neun Airtimemomente.

## Züge
Switchback besitzt zwei Züge mit jeweils vier Wagen. In jedem Wagen können vier Personen (zwei Reihen à zwei Person) Platz nehmen.